# Роговая, Катя
Катя Роговая (укр. Катерина Рогова́; род. 12 июня 1983, Киев) — украинская певица, музыкант, автор песен, поэтесса, лидер групп INDIE-YA, ИЯ, K.A.T.Y.A.

## Биография
Родилась в семье летчика-испытателя. Внучка известного фото-репортера газеты Известия Ирины Пап. Занимается музыкой с 5 лет. Пела в хоре Щедрик.
В школьные годы периодически живёт и гастролирует во Франции с коллективом Popeluchkа. В 2005 Закончила КИИ им. Р. М. Глиера по классу классического вокала.

## Indie-Ya
В 2008 году вместе с Сергеем Мартыновым, гитаристом Димна Суміш создает группу Indie-Ya, для которой пишет первые песни на французском и английском языках. В музыке Indie-Ya используются синтезаторы и семплеры наряду с этническими инструментами, такими как — фисгармония, ситар, табла, дарбука и т. д.
В 2010 году Indie-Ya выпускает дебютный альбом «Divine». В записи были задействованы музыканты группы Димна Суміш Сергей Мартынов (музыка, гитара, ситар, сведение), Саша Чемеров (музыка, бек-вокал) и Олег Федосов (барабаны, сведение). Автором всех текстов является Катя Роговая.
Главный сингл альбома «L’Or» был в ротации украинских радиостанций, а одноименное видео — на телеканалах Украины и России. Клип снят при участии Саши Чемерова, вокалиста группы Димна Суміш, реж. Евгения Павлова.
В 2012 году «Indie-Ya» стала хедлайнером международного фестиваля Donau Pop Camp (Ульм, Германия).

## ИЯ
1 апреля 2013 года Катерина Роговая под псевдонимом Ия презентует первый клип на песню «Костер» (реж. Кристина Бардаш). Видео было снято в Национальном парке Секвойя (Калифорния).
В записи трека «Костер» принимал участие Женя Мильковский, вокалист группы Нервы (группа)
Две недели спустя выходит клип на песню «Видела» (реж. Кристина Бардаш). Съемки происходили в Лос-Анджелесе (Downtown, Hollywood, Venice). Вскоре, клип «Видела» оказался на 1 месте чартa MTV Россия
Песня «Интернет», записанная с группой Нервы, вошла в саундтрек 1-го сезона сериала Физрук. Клип на песню снимался в Коростышевском карьере, Житомирская область.

## K.A.T.Y.A
В феврале 2014 Катя Роговая, прекратив сотрудничество с лейблом Kruzheva Music, меняет сценическое имя.
В июле 2014 K.A.T.Y.A отправляется в тур по Германии. В рамках тура группа участвовала в музыкальном фестивале «Donau Fest», отыграла клубный концерт в Берлине, а также выступила на площади Мариенплац (Мюнхен) в рамках празднования Сhristopher Street Day.
В сентябре 2014 состоялась премьера клипа на песню «Новый Файл» при участии танцоров Apache Crew.
В 2015 выходит EP «Секреты» и альбом «Кем была я»
В поддержку альбома выходит анимационный видеоклип «Кем была я» при участии художников Гоши Винокурова и Ells Wake.
Видео «Кем была я» попадает в рейтинг 15-ти лучших украинских музыкальных видео 2015 года по версии сайта BestinUa
В феврале 2015 K.A.T.Y.A выступает на разогреве у Ивана Дорна в рамках тура RANDORN.
В 2016 году Катерина Роговая работает над своим новым альбомом, записывает совместные треки «Голые» и «Свет» для релиза Morphom «8x8», выступает на фестивалях Файне Місто и Atlas Weekend.

## Дискография

### Студийные альбомы
- (2010) Indie-ya «Divine»
- (2015) K.A.T.Y.A EP"Секреты"
- (2015) K.A.T.Y.A «Кем Была Я»

### Видеоклипы
| Год  | Проект    | Клип                         | Режиссёр                            |
| ---- | --------- | ---------------------------- | ----------------------------------- |
| 2013 | Ия        | Костер                       | К. Бардаш                           |
| 2013 | Ия        | Видела                       | К. Бардаш                           |
| 2013 | Ия        | Секреты                      | К. Бардаш                           |
| 2013 | Ия        | Интернет feat. Нервы         | К. Бардаш                           |
| 2014 | K.A.T.Y.A | Новый Файл feat. Apache Crew | А. Сачивко                          |
| 2015 | K.A.T.Y.A | Кем была я                   | К. Роговая, Г. Винокуров, Ells Wake |

### Интервью, статьи
- Артем Макарский. "Рассвет уже близок»: K.A.T.Y.A. о новом имени". Афиша (25 февраля 2015). Дата обращения: 9 ноября 2016.
- Сергей Кейн. / Премьера EP «Секреты». Comma (17 февраля 2015). Дата обращения: 9 ноября 2016.
- Cергей Мудрик. «Чем глубже ты в себя залез, тем больше людей это чувствует». Звуки Ру (4 марта 2016). Дата обращения: 9 ноября 2016.
- Евгения Липская. «Новый файл. Интервью с певицей и музыкантом KATYA». Maincream (23 февраля 2015). Дата обращения: 9 ноября 2016.